# Rachuonyo District
Rachuonyo District war ein Distrikt in der Provinz Nyanza in Kenia. Die Distriktshauptstadt war Oyugis. Der Rachuonyo District unterteilte sich in vier Divisionen: Kasipul, Kabondo, East Karachounyo und West Karachounyo. Im Norden und Westen grenzte der Distrikt an den Victoriasee. 77 % der Menschen im Bezirk lebten unterhalb der Armutsgrenze. Im Rahmen der Verfassung von 2010 wurden die kenianischen Distrikte aufgelöst. Das Gebiet gehört heute zum Homa Bay County.

## Wirtschaft
70 % der Einwohner arbeiteten in der Landwirtschaft. Es wurden hauptsächlich Mais, Hirse, Tabak, Kaffeebohnen, Tee und Baumwolle angebaut.

## Bildung
Rachuonyo District verfügte 2005 über 339 Primary Schools und über 58 Secondary Schools. 15 % der Jungen und 20 % der Mädchen beendeten die Primary School nicht, bei den Secondary Schools lag die Schulabbruchsrate bei 20 %.

## Gesundheitswesen
Der Distrikt hatte 2005 36 Einrichtungen des Gesundheitswesen, davon vier Krankenhäuser. Auf einen Arzt kamen 150.000 potentielle Patienten. Am häufigsten wurden Malaria und Pneumonien behandelt. Die HIV-Prävalenz betrug im Jahr 2001 30 %. Die Säuglingssterblichkeit betrug 2001 8,7 %, 10,2 % der Kinder starben vor ihrem 5. Geburtstag. Die durchschnittliche Lebenserwartung betrug 47 Jahre. In Oyugis betrieb die römisch-katholische Kirche ein Heim und ein Vocational Training Centre für blinde und taube Menschen, in Kendu Bay ein Kinderheim.